# Vitrine (programa de televisão)
Vitrine foi um programa da TV Cultura exibido entre 1990 e 2011 que falava sobre bastidores da TV, da publicidade, do cinema, do jornalismo, do rádio, entre outras áreas de mídia.
Entre seus apresentadores estão Nélson Araújo,Maria Antônia Demasi,  Leonor Corrêa, Renata Ceribelli, Maria Cristina Poli, Marcelo Tas, Rodrigo Rodrigues e Sabrina Parlatore.